# Attributs
Attributs est une mélodie pour voix et piano de la compositrice française Claude Arrieu, écrite en 1947.

## Contexte et création
Claude Arrieu compose Attributs sur un texte de René Chalupt extrait de son recueil Onchets en 1947. L'œuvre est publiée par Billaudot en 1950.